# Cyrtopogon auratus
Cyrtopogon auratus là một loài ruồi trong họ Asilidae. Cyrtopogon auratus được Cole miêu tả năm 1919.